# George Gately
George Gately Gallagher (21 de diciembre de 1928 – 30 de septiembre de 2001), fue un caricaturista estadounidense. Fue creador de la tira cómica  Heathcliff, también conocida en español como Isidoro, el Gato y Pícaro, el Gato. Este personaje tiene algunas semejanzas con la popular historieta Garfield. Gately nació en una familia de amantes de las tiras cómicas. Su padre era doodler aficionado y su hermano mayor John era también un dibujante. Él creció y fue a la escuela en Bergenfield, Nueva Jersey. 

## Tiras cómicas
Más tarde Gately estudió arte en el Instituto Pratt en la Ciudad de Nueva York. Después de graduarse, trabajó en una agencia de publicidad durante 11 años lo que no le trajo mayores satisfacciones económicas. Viendo el éxito obtenido por su hermano mayor, George decidió incursionar en la creación de tiras cómicas y en 1957, vendió su primer trabajo firmándolo como "George Gately" y luego como "Geo Gately" para evitar confusión con el nombre de su hermano. En 1964, Gately creó su primera tira cómica llamada Hapless Harry (Harry el desgraciado), que se publicó durante unos años en varios periódicos. Pero su creación más memorable vino en 1971 en forma del gato gordo de color naranja, Heatcliff que recibió diferentes nombres, apenas comenzó a internacionalizarse su trabajo. Desde 1985, Star Comics, perteneciente a Marvel Comics, comenzó a producir las historietas del personaje. La serie duró 56 números. Star Comics añadió un spin-off adicional en 1987 llamado 'Heathcliff's Funhouse'. Se trata de una combinación de material nuevo y reeditado.

## Nombre del personaje en otros idiomas
- Suecia: "Katten Nisse"
- Finlandia: "Katti-Matti"
- Polonia: "Łebski Harry"
- Francia: "Isidore"
- América Latina: "Heathcliff"
- México: "Heathcliff"
- Brasil: "Lorde Gato"
- España: "Isidoro"
- Italia: "Isidoro"
- Portugal: "Heathcliff"
- Venezuela: "Pícaro, el gato"

- Datos: Q5539644